# ES 아제푼
EC 아제푼(Etoile Sportive d'Azzefoun)은 아제푼 마을에 연고를 둔 알제리의 축구 클럽이다. 1998년에 설립된 이 클럽은 현재 알제리 축구의 5부 리그인 리그 레지오날 II에 소속되어  있다. 이 클럽은 알제리 리그 프로페시오넬 1 측 USM 알제를 소유하고 있는 알제리 사업가 알리 하다드가 소유하고 있다